# أندريه ماكانغا

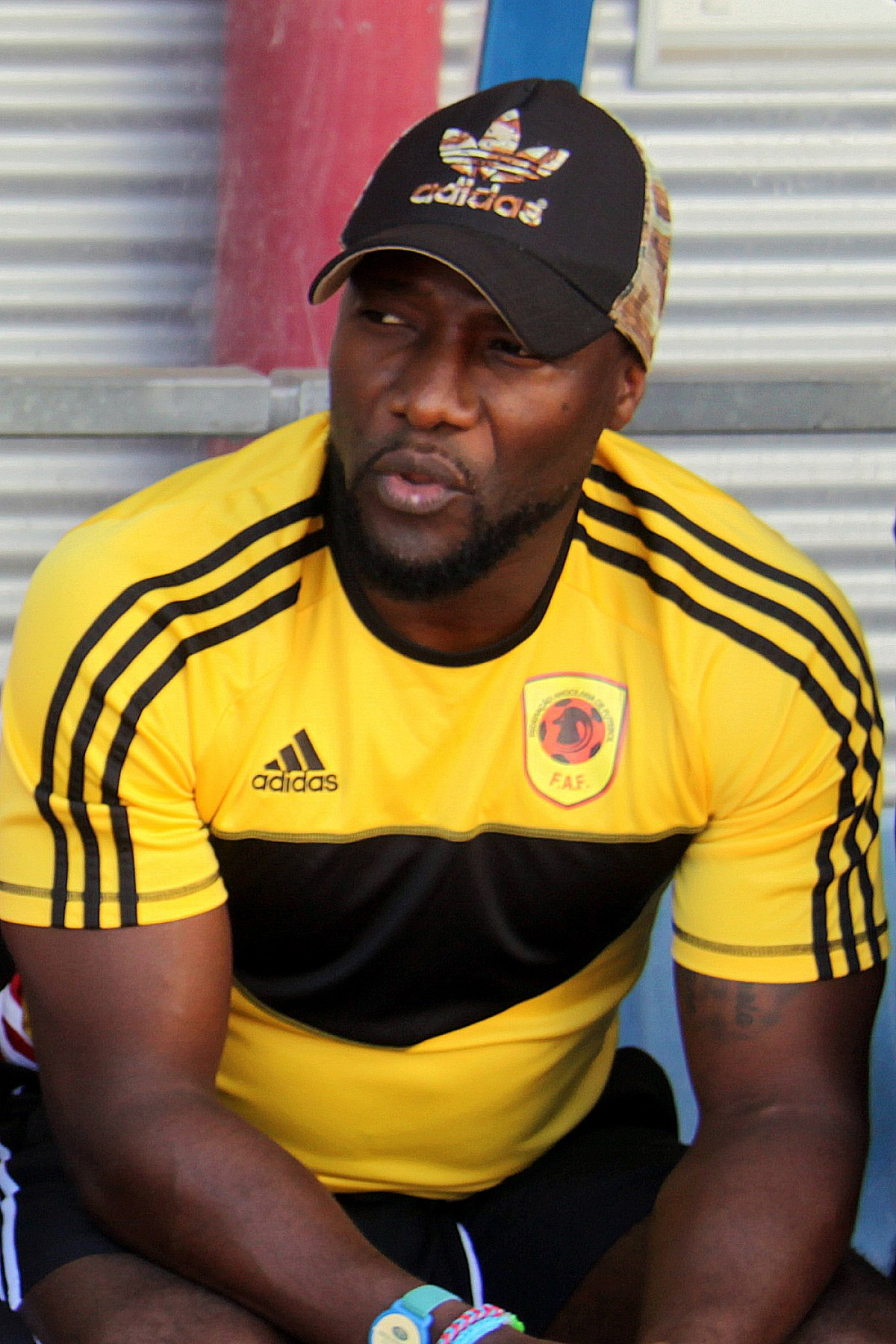

أندريه فينسيسلاو فالنتيم ماكانغا (بالبرتغالية: André Venceslau Valentim Macanga‏)، من مواليد 14 مايو 1978 في لواندا في أنغولا، لاعب كرة قدم أنغولي سابق.
بدأ مسيرته الكروية مع نادي أريافينسي في موسم 1997/1998، وفي موسم 1998/1999 انتقل إلى نادي فيلانوفيسي، وفي موسم 1999/2000 انتقل إلى نادي سالغويريوس، ولعب معهم 27 مباراة، وفي موسم 2000/2001 انتقل إلى نادي ألفيركا، ولعب معهم 20 مباراة وسجل هدف واحد، وفي موسم 2001/2002 انتقل إلى نادي فيتوريا غيماريش البرتغالي، ولعب معهم 17 مباراة وسجل هدف واحد، وفي موسم 2002/2003 انتقل إلى نادي أكاديميكا كويمبرا البرتغالي، ولعب معهم 32 مباراة وسجل 4 أهداف، وفي موسم 2003/2004 انتقل إلى نادي بوافيستا البرتغالي، ولعب معهم 21 مباراة، وفي موسم 2004/2005 انتقل إلى نادي غازي عنتاب سبور التركي، ولعب معهم 24 مباراة وسجل هدف واحد، ومنذ عام 2005 وهو يلعب مع نادي الكويت. و قد بدأ باللعب مع منتخب أنغولا لكرة القدم في عام 1999.

## روابط خارجية
- أندريه ماكانغا على موقع اتحاد تركيا (لاعب) (الإنجليزية)
- أندريه ماكانغا على موقع قاعدة بيانات كرة القدم.إي يو (الإنجليزية)
- أندريه ماكانغا على موقع ناشيونال فوتبول تيمز (الإنجليزية)
- أندريه ماكانغا على موقع Soccerway.com (الإنجليزية)
- أندريه ماكانغا على موقع كووورة